# Contesa de Cagliostro
Contesa de Cagliostro (în franceză La Comtesse de Cagliostro) este un roman al scriitorului francez Maurice Leblanc, care prezintă aventurile lui Arsène Lupin, gentleman-spărgător. El a fost publicat inițial sub formă de foileton în revista Le journal (1923-1924) și apoi în volum în 1924.
Acest roman urmează colecției de povestiri inclusă în volumul Cele opt bătăi de orologiu (1923).

## Rezumat

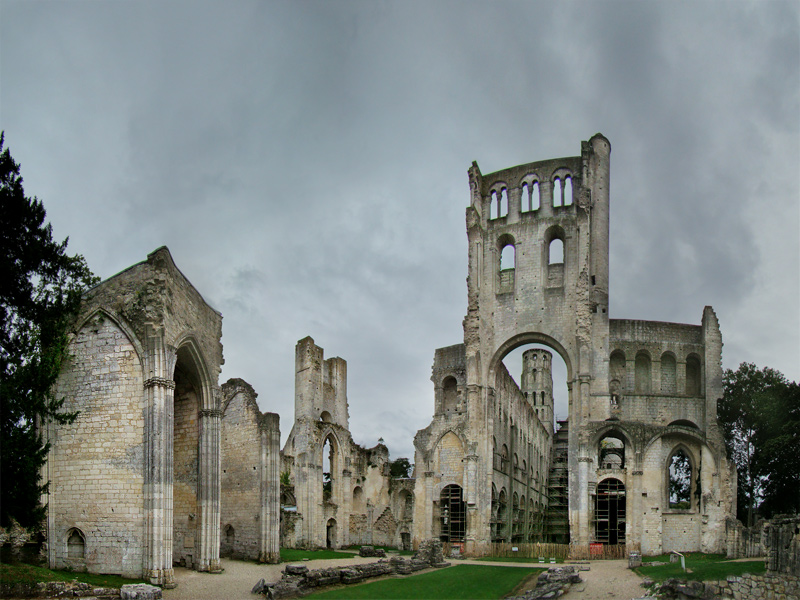
Ruinele Abaţiei Jumièges.

Raoul d’Andrésy (al cărui nume real era Arsène Lupin), tânărul amant al Clarissei d'Étigues, o salvează pe o anumită Joséphine Balsamo pe care tatăl și unchiul Clarissei au încercat să o ucidă la ordinul lui Beaumagnan, conducătorul unei organizații conspirative. Beaumagnan și prietenii săi erau regaliști angajați. Joséphine Pellegrini-Balsamo era contesă de Cagliostro, născută la Palermo la 29 iulie 1788 în urma unei relații amoroase a lui Joseph Balsamo cu Joséphine de la Pagerie. 
În vârstă de 106 de ani, dar părând de 30 de ani, ea era considerată o spioană, trădătoare, hoață și criminală, care ar fi beneficiat de secretul vieții îndelungate și a tinereții deținut de Cagliostro. Lupin va oscila între dragostea lui pentru Clarisse și pasiunea pentru Joséphine, care îi inspiră ură. Mai mult decât atât, el se află pe urmele unui secret dorit deja de Joséphine și Beaumagnan, precum și de prietenii lor.
În acest roman sunt prezentate cele patru enigme gravate pe spatele oglinzii magice a lui Cagliostro pe care acest personaj nu a avut timp să le rezolve:
- In robore fortuna [comoara este în centrul stejarului] : enigmă descifrată de Dorothée în romanul Dorothée, danseuse de corde;
- Dala regilor Boemiei : enigmă rezolvată de Lupin în romanul L'Île aux trente cercueils;
- Comoara regilor Franței : enigmă rezolvată de Lupin în romanul Arsène Lupin și enigma acului scobit;
- Sfeșnicul cu șapte brațe : enigmă care va fi rezolvată de Lupin în acest roman, devansându-și adversarii inclusiv pe contesă.

Urmărindu-i separat pe conjurații din organizația secretă, Raoul d’Andrésy și Joséphine Balsamo ajung la castelul de Gueures, unde, prin viclenie, Raoul descoperă ascuns în balustrada esplanadei ce domina parcul un braț al sfeșnicului cu șapte brațe. El este salvat de Joséphine și adăpostit pe șalupa „Indiferenta” ce naviga pe Sena. Între cei doi are loc o relație de dragoste pasională. Ajunși la Paris, Raoul și Joséphine îl observă într-o zi pe Beaumagnan ce intra la Teatrul de Varietăți și decid să-l urmărească. Brigitte Rousselin, actrița principală de pe scena teatrului, purta o panglică din fir de aur, în care fusesră montate șapte pietre mari, bombate, de diferite culori. Mergând la locuința ei din Montmartre, Raoul o salvează pe Brigitte de atacul lui Leonard și astfel află de la Joséphine secretul sfeșnicului. 
În timpul războiului franco-prusac din 1870, cardinalul de Bonnechose, arhiepiscop de Rouen și senator, s-a adăpostit într-o noapte în castelul Gueures al cavalerului des Aubes. Acesta din urmă, fiind foarte bătrân, i-a dezvăluit înaltului prelat un secret aflat în timpul teroarei iacobine de la preotul Nicolas. Preotul, care urma să fie ucis pe eșafod, era depozitarul unor bogății mari transformate în pietre prețioase și îngropate sub o piatră de hotar din ținutul Caux. El i-a indicat locul exact și i-a dat un cifru. Cavalerul des Aubes a verificat existența comorii și s-a dus în fiecare an la slujba Paștelui în biserica din Gueures unde trebuia să se întâlnească cu un om îmbrăcat în negru care trebuia să-l ducă în fața unui sfeșnic de aramă cu șapte brațe, unde cavalerul trebuia să spună cuvântul-cheie și să dezbăluie locul comorii. El a așteptat timp de 55 ani să fie contactat, dar nu a venit nimeni. Cavalerul des Aubes i-a arătat cardinalului un sipet mic cu câteva pietre prețioase. Bătrânul cavaler a murit în timpul războiului fără a mai dezvălui cuiva locul unde era ascunsă comoara, dar i-a trimis cardinalului o scrisoare în care spunea că cuvântul-cheie se afla gravat pe dosul capacului sipetului. Sfeșnicul cu șapte brațe fusese ascuns în grădină. Beaumagnan găsise această scrisoare și pornise în căutarea comorii.
Raoul își dă seama că era vorba că averea îngropată erau bogățiile călugărilor din Evul Mediu care fuseseră direcționate către șapte mari abații din ținutul Caux. Averea era girată de șapte administratori-delegați, dintre care doar unul cunoștea locul exact al ascunzătorii. Comitetul celor șapte era reprezentat de un sfeșnic cu șapte brațe, fiecare braț având o piatră care corespundea cu piatra inelului fiecărui delegat. Brigitte Rousselin intrase întâmplător în posesia celor șapte inele pe care le dăruise lui Beumagnan. Raoul se întâlnește cu Beaumagnan și află de la acesta numele celor șapte abații: Fécamp, Saint-Wandrille de Fontenelle, Jumièges, Valmont, Valasse, Montivilliers și Saint-Georges de Boscherville. El pleacă cu Joséphine către Lillebonne, unde locuia mama lui Brigitte Rousselin care deținea sipetul pe al cărui capac era gravat cifrul. Joséphine află că doamna Rousselin dăruise sipetul și poruncește ca aceasta să fie torturată pentru a se afla numele primitorului. Raoul reușește s-o salveze și o părăsește pe Joséphine, dându-și seama că aceasta era o criminală.
Sipetul ajunsese la Clarisse d’Étigues, iar aceasta le dezvăluie textul gravat pe capac: Ad lapidem currebat olim regina". Raoul își dă seama că prima literă a celor cinci cuvinte forma cuvântul Alcor și, știind că poziția celor șapte abații era asemănătoare cu Carul Mare, își dă seama că bogățiile au fost îngropate în apropiere de Abația Jumièges, lângă conacul lui Agnès Sorel, iubita regelui Carol al VII-lea al Franței (1422-1461). Între cei trei (Raoul, Joséphine și Beaumagnan) începe o cursă, la care Joséphine pornește în avantaj, ea reușind să-i lege pe ceilalți doi. Ea ajunge la comoară și o dezgroapă. Dezamăgit, Beaumagnan se sinucide și îi spune lui Raoul pe când agoniza că el era tatăl Clarissei, cerându-i să se căsătorească cu ea.
Câteva zile mai târziu se află că vaporul „Licuriciul” sărise în aer la Le Havre în urma unei explozii și se presupune că Joséphine murise. Raoul nu crede în moartea contesei și după câteva săptămâni cei doi se reîntâlnesc atunci când Joséphine încearcă să-l răpească pe Raoul, de care era încă îndrăgostită, și s-o ucidă pe Clarisse. Ambele încercări ale contesei eșuează. Raoul îi spune Joséphinei că înainte de explozia vasului el înlocuise comoara din lada de fier cu boabe de fasole și de linte și îi arată câteva pietre prețioase pe care le avea la el. Contesa încearcă să-l împuște, dar în încăierare este rănită.
Raoul se căsătorește apoi cu Clarisse, Godfrey de Étigues și Bennetot mor în timpul unei călătorii cu barca într-un accident inexplicabil. Clarisse a născut o fată care nu a trăit, apoi în șaselea an a născut un băiat, murind la naștere. Jean, fiul lui Raoul, a fost răpit. Raoul și-a reluat numele de Arsène Lupin, având o carieră prodigioasă de spărgător.

## Cuprins
Romanul este format din 14 capitole și un epilog:
- 1. Arsène Lupin la douăzeci de ani
- 2. Joséphine Balsamo, născută în 1788...
- 3. Un tribunal al Inchiziției
- 4. Scufundarea bărcii
- 5. Unul dintre cele șapte brațe ale sfeșnicului
- 6. Polițiști și jandarmi
- 7. Panglica cu cele șapte pietre colorate
- 8. Două voințe
- 9. Stânca tarpeiană
- 10. Mâna zdrobită
- 11. Vechiul far
- 12. Geniu și nebunie
- 13. Lada de fier a călugărilor
- 14. „Creatura infernală”
- Epilog

## Personaje
- Raoul d’Andrésy - pretins viconte, numele său real este Arsène Lupin
- Joséphine Pellegrini sau Balsamo - pretinsă contesă de Cagliostro
- Beaumagnan - conducătorul unei organizații conspirative
- Godefroy d’Étigues - baron
- Oscar de Bennetot - vărul lui Godefroy d’Étigues
- Clarisse d’Étigues - fiica baronului
- Leonard/prințul Lavorneff - omul de bază al Joséphinei

## Motto
Iată textul aflat ca motto al romanului și care rezumă perfect intriga :
« Aceasta este prima aventură a lui Arsène Lupin și, fără îndoială, ar fi trebuit să fie publicată înaintea celorlalte dacă el nu s-ar fi opus de mai mult ori și în mod ferm. — Nu, a spus el. Între contesa de Cagliostro și mine, nu s-a rezolvat totul. Să așteptăm. Așteptarea a durat mai mult decât se aștepta. Un sfert de secol a trecut înainte de Rezolvarea definitivă. Și doar astăzi el a permis să se povestească ceea ce a fost duelul teribil de dragoste între un copil de douăzeci de ani și Fiica lui Cagliostro. »

## Traduceri în limba română
- "Contesa de Cagliostro" (Ed. Porus, București, 1992), 244 p. - traducere de Teodora Popa-Mazilu
- "Contesa de Cagliostro" (Ed. Romcart, București, 1992), 224 p. - traducere de Florin Dumitrache
- "Contesa de Cagliostro" (Ed. Scripta, București, 1993), 160 p.